# Mito japonés de la Creación

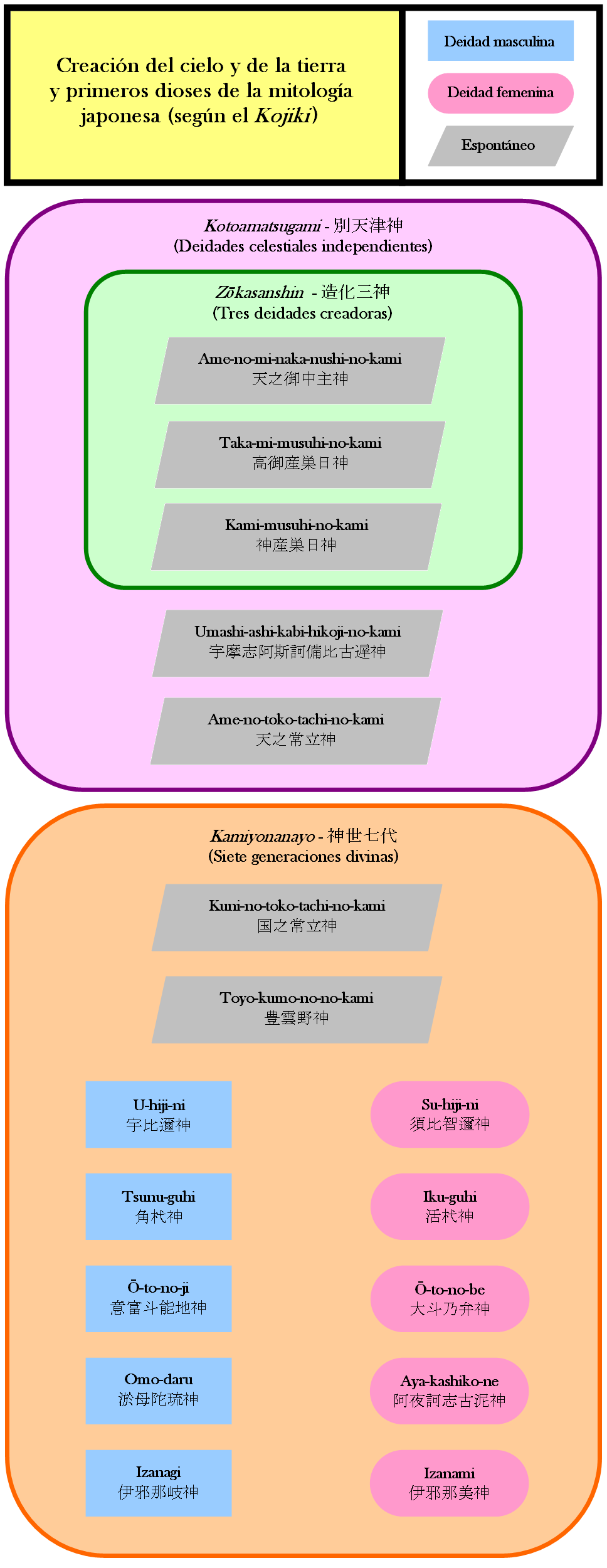
Tabla ilustrativa de los kami que surgieron durante la creación del cielo y no de la tierra según la mitología japonesa y el Sintoísmo.

La Creación del Cielo y de la Tierra (天地開闢 Tenchikaibyaku?) según la mitología japonesa y el Sintoísmo, es la historia que describe el nacimiento legendario del mundo celestial y del mundo terrenal, el nacimiento de los primeros dioses y el nacimiento del archipiélago japonés.
Esta historia es descrita de primera mano al comienzo del Kojiki, primera obra escrita en Japón (712) y del Nihonshoki (720); bases literarias de la mitología japonesa y del sintoísmo. No obstante, el relato varía en algunos aspectos en ambos escritos, pero el más aceptado para los japoneses es el relato del Kojiki.

## El relato de la vida
El relato es llamado por el libro como el “Momento del inicio del Cielo y de la Tierra” ( 天地初発之時 Ametsuchi no Hajime no Toki?). 
Al comienzo, el Universo estaba sumido en una especie de materia batida espesa y uniforme, sumida en el silencio. Posteriormente, se escucharon sonidos que indicaban el movimiento de las partículas. Con este movimiento, la luz y las partículas más ligeras se elevaron; pero las partículas no eran tan rápidas como la luz y no pudieron ascender más. Es así, que la luz quedó en la parte superior del Universo, y debajo de ella, las partículas formaron en primer lugar las nubes y luego el Cielo, que sería llamado como Takamagahara (高天原?   ”Llanura de los cielos altos”). El resto de las partículas que no habían ascendido seguían formando una masa enorme, espesa y oscura, y sería llamada la Tierra.
Al formarse Takamagahara aparecieron los tres primeros dioses de la mitología japonesa que conforman al Zouka Sanshin (los tres creadores): 
- Ame-no-mi-naka-nushi-no-kami ( 天之御中主神?   ”Señor del Augusto Centro del Cielo”),
- Taka-mi-musuhi-no-kami ( 高御産巣日神?   ”Augustísimo engendrador” o “Divinidad de la Augusta Energía Vital”) y
- Kami-musuhi-no-kami ( 神産巣日神?   ”Divino engendrador” o “Divinidad de la Divina Energía Vital).

Posteriormente, en Takamagahara surgieron dos dioses de un objeto que parecía a un brote de caña: 
- Umashi-ashi-kabi-hikoji-no-kami  (宇摩志阿斯訶備比古遅神?   ”Antiguo príncipe encantador brote de caña”) y
- Ame-no-toko-tachi-no-kami ( 天之常立神?   ”El que permanece eternamente en el Cielo”)

Estas cinco deidades, conocidos como Kotoamatsukami (別天神?   ”Deidades Celestiales Independientes”); se formaron de manera espontánea, no tenían un género definido, no tuvieron una pareja (hitorigami) y luego de su surgimiento se ocultaron. Estos dioses no son vueltos a ser mencionados en el resto de la mitología.
Posteriormente, surgen otros dos dioses:
- Kuni-no-toko-tachi-no-kami ( 国之常立神?   ”El que permanece eternamente sobre la Tierra”) y
- Toyo-kumo-no-no-kami ( 豊雲野神?   ”Señor íntegro”)

También estos dioses surgieron de manera espontánea, no tenían un sexo definido y pareja y se ocultaron al nacer.
Luego, nacen cinco parejas de dioses (totalizando a diez deidades); cada pareja consiste en una deidad masculina y una deidad femenina:
- U-hiji-ni ( 宇比地邇神?   ”Señor del limo de la tierra”) y su joven hermana (y esposa) Su-hiji-ni ( 須比智邇神?   ”Señora del limo de la tierra”),
- Tsunu-guhi ( 角杙神?   ”El que integra los orígenes”) y su joven hermana (y esposa) Iku-guhi ( 活杙神?   ”La que integra la vida”),
- Ō-to-no-ji ( 意富斗能地神?   ”El antepasado de la gran región”) y su joven hermana (y esposa) Ō-to-no-be ( 大斗乃弁神?   ”La antepasada de la gran región”),
- Omo-daru ( 於母陀流神?   ”El perfectamente hermoso”) y su joven hermana (y esposa) Aya-kashiko-ne ( 阿夜訶志古泥神?   ”La venerable”) e
- Izanagi ( 伊邪那岐神?   ”Varón Augusto” o “Primer Hombre”) y su joven hermana (y esposa) Izanami ( 伊邪那美神?   ”Mujer Augusta” o “Primera Mujer”)

Todas las deidades que abarcan desde Kuni-no-toko-tachi-no-kami hasta Izanami, son llamados en conjunto como Kamiyonanayo ( 神世七代?   ”Siete Generaciones Divinas”). 
Al contrario de los dioses espontáneos que se ocultaron, las cinco parejas de dioses decidieron reunirse y discutir sobre el destino de la Tierra, que todavía era una masa blanda e informe. Al final, decidieron que la pareja más joven, Izanagi e Izanami, debía hacer el trabajo y le encomendaron un augusto mandato: “Arreglad, consolidad esta tierra en movimiento”. Al aceptar la orden recibieron una lanza celestial llamada Ama-no-Nuboko, cubierta con piedras preciosas.

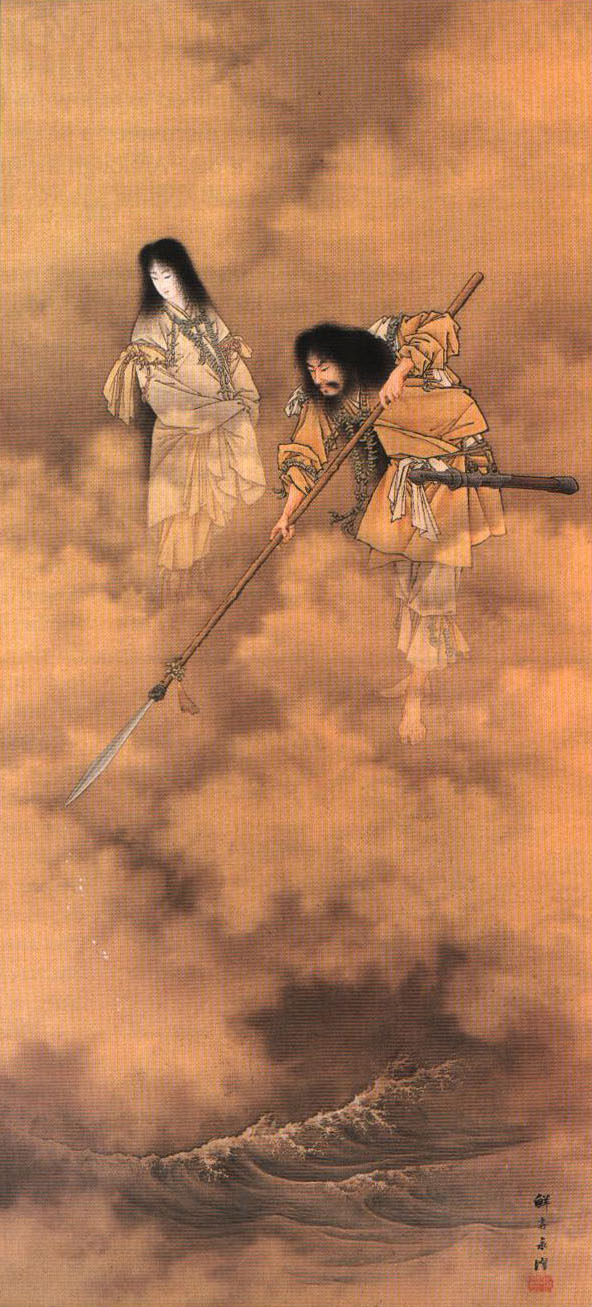
Izanagi (derecha) e Izanami (izquierda) consolidando la Tierra con la lanza Ama-no-Nuboko. Pintura de Eitaku Kobayashi (era Meiji).

Izanagi e Izanami llegaron al Puente Flotante del Cielo y dejaron caer con suavidad la lanza y la agitaron sobre la masa, resonando el agua salada. Al retirar la lanza, el agua salada que caía del extremo se acumuló y se convirtió en una isla, llamada Onogoro (Espontáneamente coagulada). Ambos descendieron del Cielo y llegaron a la isla y de manera espontánea levantaron un augusto altar llamado Yashidono, con una columna celeste llamada Ama-no-mi-Hashira (Sagrado Pilar del Cielo) y se edificó alrededor de la columna una sala de ocho brazas.
Luego, Izanagi e Izanami decidieron procrear las tierras, aprovechando que Izanagi tenía una parte del cuerpo que había crecido excesivamente e Izanami tenía una parte del cuerpo que no había crecido. Esta procreación se realizaría girando ambos en sentidos opuestos (Izanagi a la izquierda e Izanami a la derecha) alrededor de la columna de Yashidono, y encontrándose en él. Al encontrarse, Izanami fue la primera en hablar y luego Izanagi habló.
Ambos habían engendrado dos hijos: Hiruko (Niño Sanguijuela), a quien lo depositaron en un barco de juncos y lo arrastró la corriente; y Awa-shima (Isla de Espuma). Sin embargo, Izanagi e Izanami estaban preocupados por haber engendrado hijos que no eran buenos y no fueron considerados hijos legítimos, posteriormente ambos dioses suben al Cielo y acuden ante las demás divinidades para saber qué estaba ocurriendo.
Las deidades le respondieron que la razón era que “la mujer había hablado primero y por eso no han ido bien las cosas”. Izanagi e Izanami descienden a la Tierra y nuevamente giraron sobre la columna y al encontrarse Izanagi habló primero y luego Izanami. Al hacerlo, engendraron un hijo, la isla de Awaji. Posteriormente, engendraron del mismo modo a las demás islas del archipiélago japonés: Honshu, Shikoku, Kyushu, las islas gemelas de Oki y Sado, y por último, Iki. Hay que aclarar que las islas de Hokkaido y Okinawa eran desconocidos para los japoneses en el momento en que se redactó el mito.
El mito de la creación termina con el nacimiento de la miríada de dioses y diosas, entre ellos los del viento, las montañas y los árboles, a manos de Izanagi e Izanami.